# Ombre in paradiso
Ombre in paradiso è un romanzo dell'autore tedesco Erich Maria Remarque pubblicato, postumo, per la prima volta in Germania nel 1971 dall'editore Droemer Knaur. È conosciuto anche con il titolo Das gelobte Land.
Il libro è stato tradotto in norvegese, inglese, croato, olandese, svedese, spagnolo, lettone, finlandese e molte altre lingue.

## Trama
(Erich Maria Remarque, Ombre in paradiso, 1971, Incipit)
Il protagonista del romanzo è Robert Ross, un rifugiato anti-nazista da poco approdato a New York dopo una pericolosa fuga dall'Europa, attraverso la "Via dolorosa" degli esiliati e dei profughi. Ha con sé solo un passaporto su cui è scritto il nome di un morto che gli consente di ottenere un visto per soli tre mesi. Entra subito in contatto con la comunità dei rifugiati tedeschi e ritrova alcuni vecchi amici: Kurt Lachmann, Harry Kahn e Betty Stein.
Sfruttando le competenze artistiche acquisite durante un periodo in cui visse nascosto in un museo d'arte in Belgio durante l'occupazione tedesca, Ross inizia a lavorare illegalmente per due mercanti d'arte e, nel frattempo, a intessere una relazione affettiva con la modella francese di origini russe Natasha Petrovna.
Dopo essere stato licenziato Ross intraprende il viaggio verso Hollywood dove troverà lavoro come consulente sul Terzo Reich per un regista del luogo. In seguito fa ritorno a New York dove è testimone della conclusione della seconda guerra mondiale che pone fine al suo stato di rifugiato politico.
Torna quindi in Germania, non in cerca di vendetta, ma per assicurarsi che i crimini nazisti non restino impuniti; quel che trova è però un paese distrutto e a lui non più familiare in cui regna l'indifferenza e la codardia, in cui nessuno accetta le responsabilità relative agli orrori della guerra e dei campi di concentramento.
(Erich Maria Remarque, Ombre in paradiso, 1971, explicit)

## Edizioni
- (DE)  Schatten im Paradies, München, Droemer Knaur, 1971 (postumo), ISBN 3-426-08996-3.
- Ombre in Paradiso, traduzione di Ervino Pocar, Milano, A. Mondadori, 1971.
- Erich Maria Remarque, Ombre in Paradiso, traduzione di Ervino Pocar; introduzione di Arrigo Bongiorno, Milano: A. Mondadori, 1977